# Aschot Nadanjan
Aschot Nadanjan (armenisch Աշոտ Նադանյան, * 19. September 1972 in Baku) ist ein armenischer Schachspieler und -trainer.

## Schachtrainer und -journalist
Nadanjan hat einen Hochschulabschluss als Schachtrainer. 1998, schon im Alter von 26 Jahren, wurde er offizieller Trainer des Armenischen Schachbundes, 2007 offizieller FIDE-Trainer. Er unterrichtete unter anderem Gabriel Sarkissjan und Varuzhan Akobian. Vom 26. Dezember 1999 bis zum 17. August 2001 war er der Nationaltrainer der Nationalmannschaft Kuwaits, von 2005 bis 2010 der Nationalmannschaft Singapurs. Für die Mannschaft Intchess spielend wurde er 2005 singapurischer Mannschaftsmeister. Er schrieb Artikel für die Zeitschriften New In Chess, Szachy Chess, Kaissiber, Schach-Magazin 64 und Schachinformator. Den Titel FIDE Senior Trainer trägt er seit 2017.

## Schachspieler
Als Mitglied der dritten Mannschaft Armeniens nahm Nadanjan an der Schacholympiade 1996 in Jerewan teil, wo er mit 6,5 Punkten aus 11 Partien an Brett 3 ein positives Ergebnis erreichte. Er nahm mit Dinamo Hajastan am European Club Cup 1997 in Kasan teil. Nadanjan trägt seit 1997 den Titel Internationaler Meister und hat beim 20. Goldberg-Memorial im Dezember 2014 in Moskau eine Großmeister-Norme erreicht. Mit PN BKMA wurde er 2014 Zweiter der armenischen Mannschaftsmeisterschaft.

## Nadanjan-Angriff
Nach ihm ist der Nadanjan-Angriff benannt, ein Abspiel in der Grünfeld-Indischen Verteidigung:
1. d2–d4 Sg8–f6 2. c2–c4 g7–g6 3. Sb1–c3 d7–d5 4. c4xd5 Sf6xd5 5. Sc3–a4
|   | a | b | c | d | e | f | g | h |   |
| 8 |   |   |   |   |   |   |   |   | 8 |
| 7 |   |   |   |   |   |   |   |   | 7 |
| 6 |   |   |   |   |   |   |   |   | 6 |
| 5 |   |   |   |   |   |   |   |   | 5 |
| 4 |   |   |   |   |   |   |   |   | 4 |
| 3 |   |   |   |   |   |   |   |   | 3 |
| 2 |   |   |   |   |   |   |   |   | 2 |
| 1 |   |   |   |   |   |   |   |   | 1 |
|   | a | b | c | d | e | f | g | h |   |